# جو أورلاندو
جو أورلاندو (بالإنجليزية: Joe Orlando)‏ هو محرر أمريكي، ولد في 4 أبريل 1927 في باري في إيطاليا، وتوفي في 23 ديسمبر 1998 في مانهاتن في الولايات المتحدة.

## وصلات خارجية
- جو أورلاندو على موقع IMDb (الإنجليزية)